# 732. grenadirski polk (Wehrmacht)
732. grenadirski polk (izvirno nemško 732. Grenadier-Regiment; kratica 732. GR) je bil pehotni polk Heera v času druge svetovne vojne.

## Zgodovina
Polk je bil ustanovljen 15. oktobra 1942 za potrebe 712. pehotne divizije. Uničen je bil januarja 1945.
Ponovno je bil ustanovljen 26. marca 1945. 